# Риджвея токуянська
Риджве́я токуянська (Arremonops tocuyensis) — вид горобцеподібних птахів родини Passerellidae. Мешкає в Колумбії і Венесуелі.

## Поширення і екологія
Токуянські риджвеї поширені на північному сході Колумбії (департамент Гуахіра) та на північному заході Венесуели (штати Сулія, Фалькон, Лара, Яракуй). Вони живуть в сухих тропічних лісах і чагарникових заростях. Зустрічаються на висоті до 200 м над рівнем моря.